# Lincoln (Vermont)
Lincoln és una població dels Estats Units a l'estat de Vermont. Segons el cens del 2000 tenia 1.214 habitants.

## Demografia
Segons el cens del 2000, Lincoln tenia 1.214 habitants, 462 habitatges, i 339 famílies. La densitat de població era de 10,7 habitants per km².
Dels 462 habitatges en un 37,2% hi vivien nens de menys de 18 anys, en un 61,3% hi vivien parelles casades, en un 8,9% dones solteres, i en un 26,6% no eren unitats familiars. En el 19,9% dels habitatges hi vivien persones soles el 7,1% de les quals corresponia a persones de 65 anys o més que vivien soles. El nombre mitjà de persones vivint en cada habitatge era de 2,63 i el nombre mitjà de persones que vivien en cada família era de 3,02.
Per edats la població es repartia de la següent manera: un 27,1% tenia menys de 18 anys, un 5,9% entre 18 i 24, un 29,1% entre 25 i 44, un 27,1% de 45 a 60 i un 10,8% 65 anys o més.
L'edat mediana era de 39 anys. Per cada 100 dones de 18 o més anys hi havia 100,7 homes.
La renda mediana per habitatge era de 45.750 $ i la renda mediana per família de 51.369 $. Els homes tenien una renda mediana de 30.455 $ mentre que les dones 25.125 $. La renda per capita de la població era de 21.092 $. Entorn del 4,3% de les famílies i el 5,9% de la població estaven per davall del llindar de pobresa.